# Sarissa

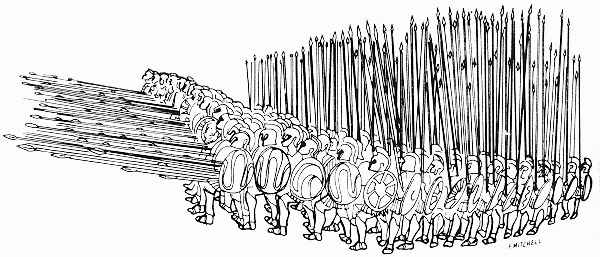
Falange macedònia

La sarissa (en gec σάρισα) era una llança molt llarga, d'entre 4 i 7 m, usada en les falanges macedòniques.
Era una arma molt pesant (al voltant de 5 kg) amb relló (o ferro) de ferro acerat i aristol punxegut de bronze que permetia travar-la a terra per a parar les escomeses de l'enemic.
Fora del seu ús en formació tancada en la falange, la sarissa era una arma poc útil i de difícil transport. En les marxes es portava desmuntada en dues peces que s'unien per al combat.
L'invent de la sarissa s'atribueix a Felip II de Macedònia, pare d'Alexandre el Gran.

## Descripció i ús
La sarissa es construïa amb asta de Cornus mas (arbust o arbre semblant al sanguinyol) que proporcionava una fusta molt densa, forta i resistent als xocs. Consistia en dues parts unides en un tub central de bronze. La punta era de ferro, curta i en forma de fulla de llorer. L'aristol de bronze servia per a contrapesar la llança i facilitar el seu maneig. L'aristol tenia una punta per a ancorar-lo a terra quan calia i que permetia un ús ofensiu en cas de trencar-se la llança.